# Rambler
Rambler (em russo) é um motor de busca russo e um dos maiores portais do país. É dirigido pelo Rambler Media Group desde 2006 e comprou o Prof-Media em 2006. Em 18 de julho de 2008, foi anunciado que o Google compraria parte do site por us$ 140 milhões.